# TKO (gruppo musicale)
I TKO sono stati un gruppo heavy metal statunitense, formatasi a Seattle nel 1977.

## Formazione
- Brad Sinsel -voce
- Rick Pierce - chitarra
- Kjartan Kristoffersen - chitarra
- Scott Earl - basso
- Ken Mary - batteria

## Discografia

### Album in studio
- 1979 - Let It Roll
- 1984 - In Your Face
- 1986 - Below the Belt
- 2001 - In Your Face & Up Your Ass

### Singoli
- 1979 - Ain't No Way to Be
- 1982 - Give into the Night
- 1984 - I Wanna Fight